# Brachineura squamigera
Brachineura squamigera är en tvåvingeart som först beskrevs av Johannes Winnertz 1853.  Brachineura squamigera ingår i släktet Brachineura och familjen gallmyggor. Inga underarter finns listade i Catalogue of Life.